# الهواري فرحاني
 الهواري فرحاني  (1993 الجزائر) هو لاعب كرة قدم جزائري.

## روابط خارجية
- الهواري فرحاني على موقع قاعدة بيانات كرة القدم.إي يو (الإنجليزية)
- الهواري فرحاني على موقع ناشيونال فوتبول تيمز (الإنجليزية)
- الهواري فرحاني على موقع Soccerway.com (الإنجليزية)
- الهواري فرحاني على موقع أوليمبيديا (الإنجليزية)